# 山田裕仁
山田 裕仁（やまだ ゆうじ、1968年6月18日 - ）は日本の元競輪選手、現在は競輪評論家。岐阜県大垣市出身。日本競輪学校第61期卒業。現役時は日本競輪選手会岐阜支部所属。師匠は中嶋直人。初出走は1988年5月3日、京都向日町競輪場。初勝利は1988年9月8日、奈良競輪場。血液型はA型。1男3女を持つ4児の父親で、長女は元SKE48チームEの山田澪花、三女はバンド「Moonz」ボーカルの帆夏。

## 戦績
小学1年生の頃(1975年)から競輪選手に憧れる。岐阜県立大垣商業高等学校在学中は陸上競技（八種競技）を行っていたが、それは意図したものだった。目標どおり、競輪学校(現在の競輪養成所)には適性試験で一発合格。卒業成績は85位だったが、新人リーグでは自身の力や同期同班で仲が良かった選手の先行によって好成績を収めてA級2班に格付け。以後メキメキと頭角を現し成長していった。そして中部地区を代表する先行選手として、記念競輪でも多く優勝するなどの活躍を見せた。
当時横綱と呼ばれた吉岡稔真（福岡・65期）、神山雄一郎（栃木・61期）と並ぶほどの逸材と言われたが、長い間、山田は特別競輪のタイトルには恵まれず、「無冠の帝王」とも呼ばれた。
1994年3月28日の第47回日本選手権競輪（静岡）では、初日に吉岡を捲りきり、S級連勝記録を18でストップさせた。この大会では1着9着3着で、GI決勝に自身初進出もした（8着）。

### KEIRINグランプリ'97制覇、2002-2003年の大活躍
しかし、獲得賞金額上位で出場した1997年のKEIRINグランプリ'97で優勝した（歴代8人目）。この勝利で「無冠の帝王」を返上すると共に、特別競輪よりも上のランクのGPを一足早く取った。
その後は翌1998年の全日本選抜競輪で遅れ馳せながら特別競輪優勝を果たし、名実ともに中部地区だけでなく、競輪界を代表する選手となった。
出場はならなかったが、2000年のシドニー五輪を目指し、最終選考会に出場。ナショナルチームのメンバーとして2001年の「ワールドカップ第3戦」（イタリア）で銀メダルを獲得するなどの結果も出した。
特に、2002年から翌2003年にかけての活躍は神懸かり的で、史上初のKEIRINグランプリ連覇を達成もした。2002年はGI6つのうち5つで決勝進出して自身2つ制覇、ラインから2人優勝者を出した。年間賞金獲得額を2億4434万8500円として長らく年間賞金獲得額の最高記録を保持する（2018年に三谷竜生が2億5531万3千円を獲得し更新）など、日本の競輪史上に「山田時代」を築いたといえる。KEIRINグランプリ03（抽選による6番車）を除き、GP優勝者特典で2003年1月から2004年11月までの約2年間を白の最内枠1番車固定で走った。

### その後
その後は再びタイトルに恵まれない時期が続いたが、2007年4月、観音寺競輪場でのふるさとダービーを制し、3年4ヶ月ぶりのビッグレース制覇を果たした。2009年は東西王座戦の西王座決定戦で2着となったほか特別競輪の決勝に2度進出するなどで年間の獲得賞金が上位になったことから、2010年は自身初のS級S班格付となった。さらにはS級S班格付となった初レースSSカップみのり09を小嶋敬二の番手から抜け出して優勝し、2003年以来約6年半ぶりのGI勝利で史上3人目の40代（41歳6ヶ月）GI優勝を果たした。自力のレースは減っていった（脚質は「両」）。
2012年、近年は思うような成績を残せていないことや、ホームバンクである大垣競輪場での同年のGIII記念競輪に斡旋されなかったことが引き金となり、選手生活からの幕引きの機会を計っていたという（この年の12月に同県の盟友・山口幸二が引退したが「（大垣から）ダブルでやめるのはまずい」ということから）。

### 引退
そして2014年のGI・第67回日本選手権競輪、地元・中部地区の名古屋競輪場で行われる大会を以ってラストランとする意向という情報が、開催直前のスポーツ紙で取り上げられた。
同大会4日目（3月21日）の1R・S級一般（2）を5着で終了後に記者会見を開いた。選手生活を振り返り2003年に優勝した平塚ダービー（日本選手権競輪）を、「一番の完成作品」と評した。準決勝3個レースは吉岡の先行逃げ切りに始まり、神山も先行で辛くも3着で突破、山田も先行し1着。この準決勝戦を「一番の思い出」として挙げた。結果的に、決勝戦でこの3人が乗り合わせるものとしては、最後のレースだった。
当初は、正式な引退手続きとなる選手手帳の返納はせずに、6月に予定の日本競輪選手会岐阜支部長選挙への立候補を示唆した。
4月28日に実施された岐阜支部の総会において役員選挙に落選し、これにより選手会を退会して正式に引退することとなる。その後選手手帳の返納など選手登録消除の手続きを行い受理され、5月26日付で正式引退となった。「やり尽くしたし、燃え尽きた」との言葉と共に、今の競輪界について「もっと各関係団体が話せる場、環境を整えないとダメだと思う」等を呼びかけた。
2016年時点で、競輪場の予想会などにも出ている。月刊競輪WEBにて「山田裕仁の競輪帝王学」という連載も持つ。

## 主な獲得タイトルと記録
- 1997年 - KEIRINグランプリ'97（立川競輪場）
- 1998年 - 全日本選抜競輪（青森競輪場）
- 2002年 - 競輪祭朝日新聞社杯争奪競輪王決定戦（小倉競輪場）、日本選手権競輪（立川競輪場）、KEIRINグランプリ02（立川競輪場）
- 2003年 - 競輪祭朝日新聞社杯争奪競輪王決定戦（小倉競輪場）、日本選手権競輪（平塚競輪場）、KEIRINグランプリ03（京王閣競輪場）
- 2009年 - SSカップみのり09（京王閣競輪場）
- 年間賞金王2回 - 2002年、2003年
- 年間獲得賞金2億円突破 - 2002年、2003年
- 年間史上最高獲得賞金額 - 2億4,434万8,500円（2002年）※2018年に三谷竜生が更新[12]
- 2014年3月21日現在の成績
  - 通算成績2110戦612勝
  - 生涯獲得賞金19億1,782万5,099円（2018年12月31日時点で神山雄一郎に次ぐ史上2位）[20][29]

## 競走スタイル
全盛期の捲りの強さは、横綱といわれた吉岡稔真、神山雄一郎にも匹敵するものがあった。「中部の指令塔」としての自負から、状況によっては仲間のために逃げることも厭わず、本命であっても過度に仲間を監護するあまりに自分を捨てて非難されたこともある。晩年は中部地区の若手が成長したことから追走主体の戦法をとることが多かった。

## エピソード
- 神山雄一郎とは競輪学校の同期生（61期）であったが、学校時の成績は競輪学校入学前から実績があった神山が圧倒し、選手としての成長も早かったためか、山田は常日頃より神山をライバル視し、「神山君だけには負けたくない」と口癖のように言っていた。
- 趣味の一つに競馬があり、地方競馬を中心として、馬主としても有名である。元騎手で競馬評論家の安藤勝己とは中学校の先輩・後輩の間柄であり、現在でも親交がある。また、プロレス観戦も趣味で、親友の山口幸二と頻繁に通う。さらに新日本プロレスの蝶野正洋らとも親交があり、nWoジャパンに属していた時期もある。
- 大垣市内で「わのわ」という和食店を経営している。
- 2015年8月14日、京王閣競輪初日第11Rでシェーン・パーキンスが1着となり、山田がそれまで持っていたバンクレコードを更新した。これにより、山田が記録していたバンクレコードは全て塗り替えられた[30]。